# Pittosporum napaliense
Pittosporum napaliense là một loài thực vật thuộc họ Pittosporaceae. Đây là loài đặc hữu của Hoa Kỳ.

## Hình ảnh

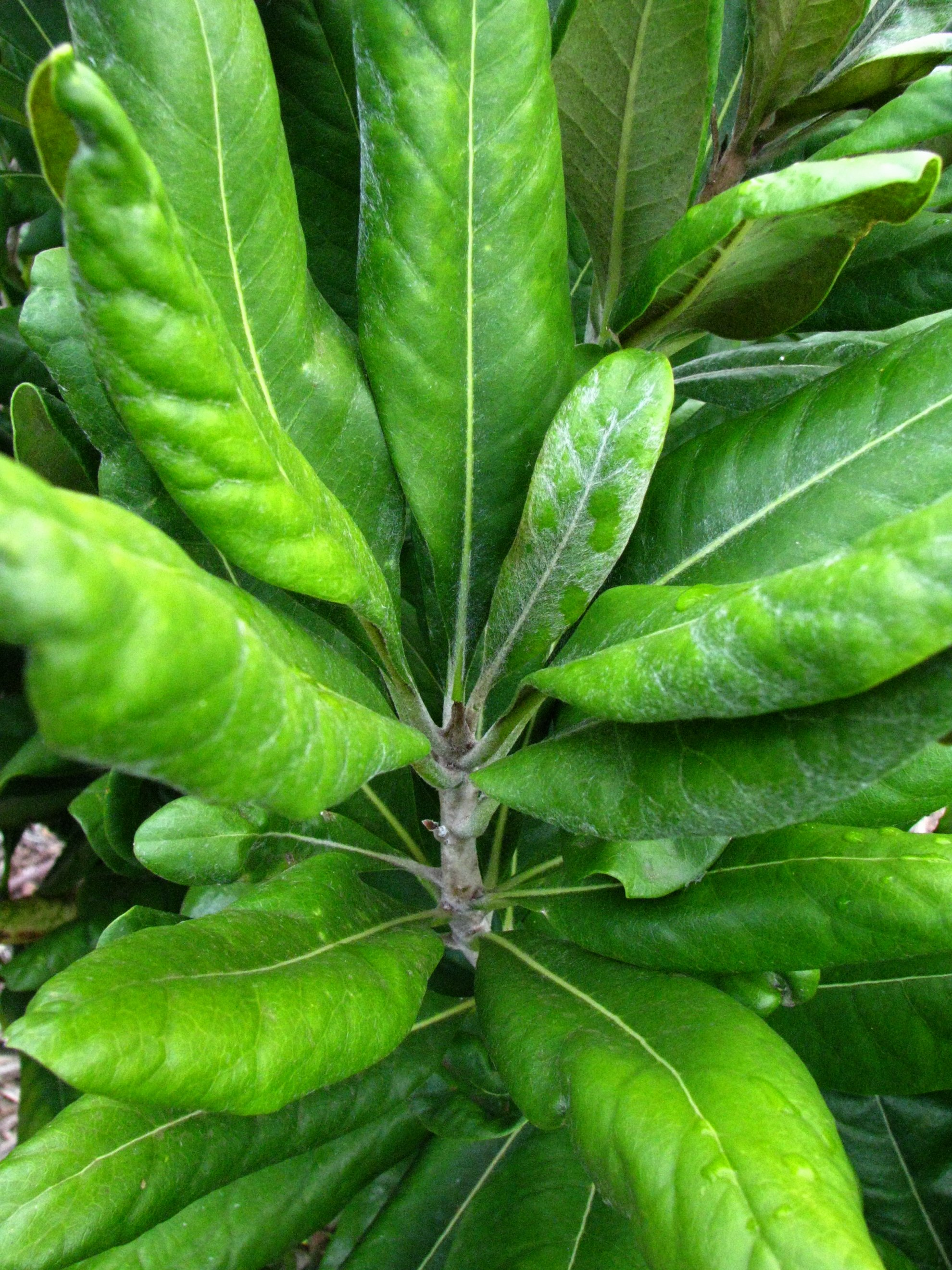
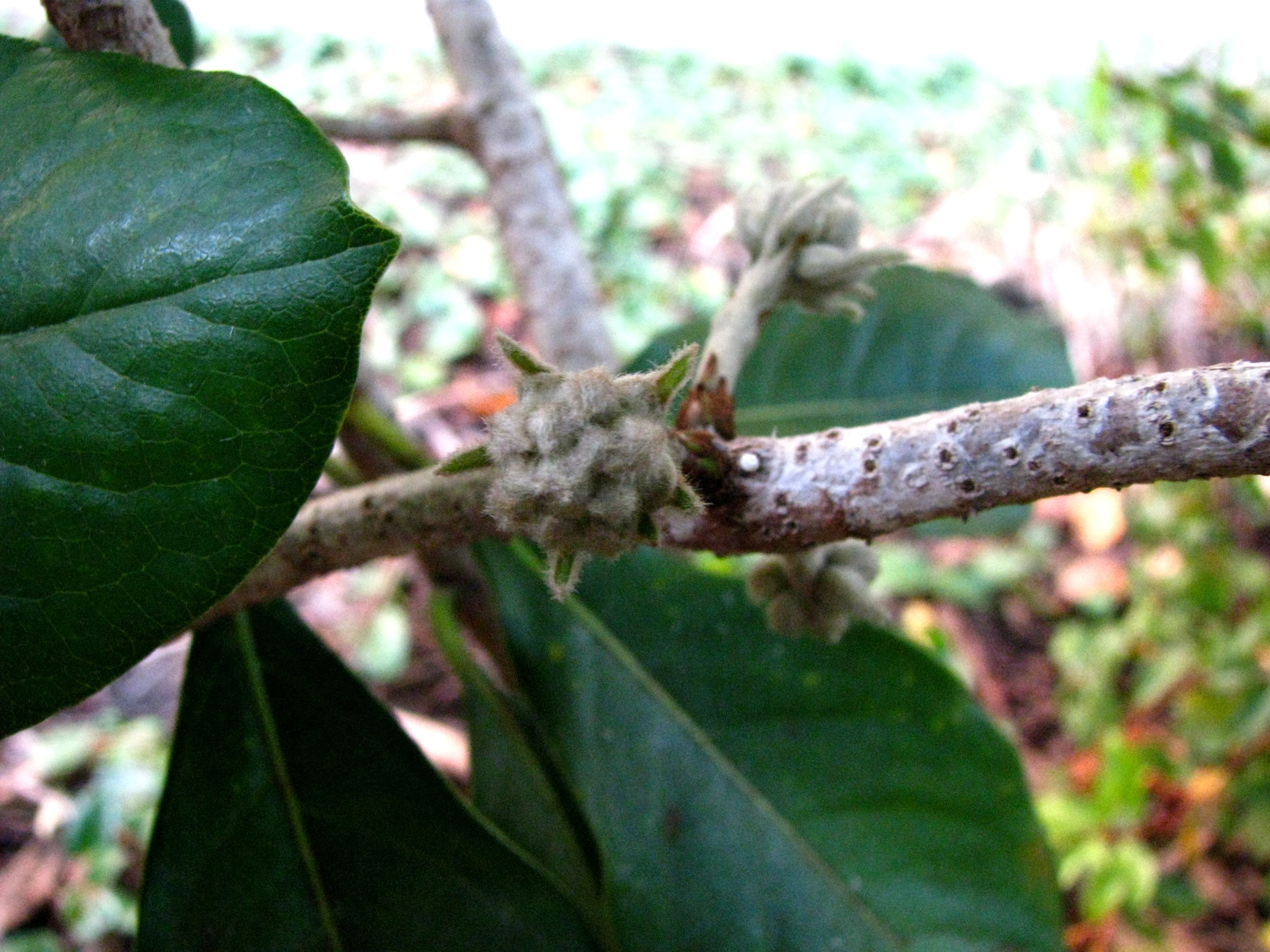
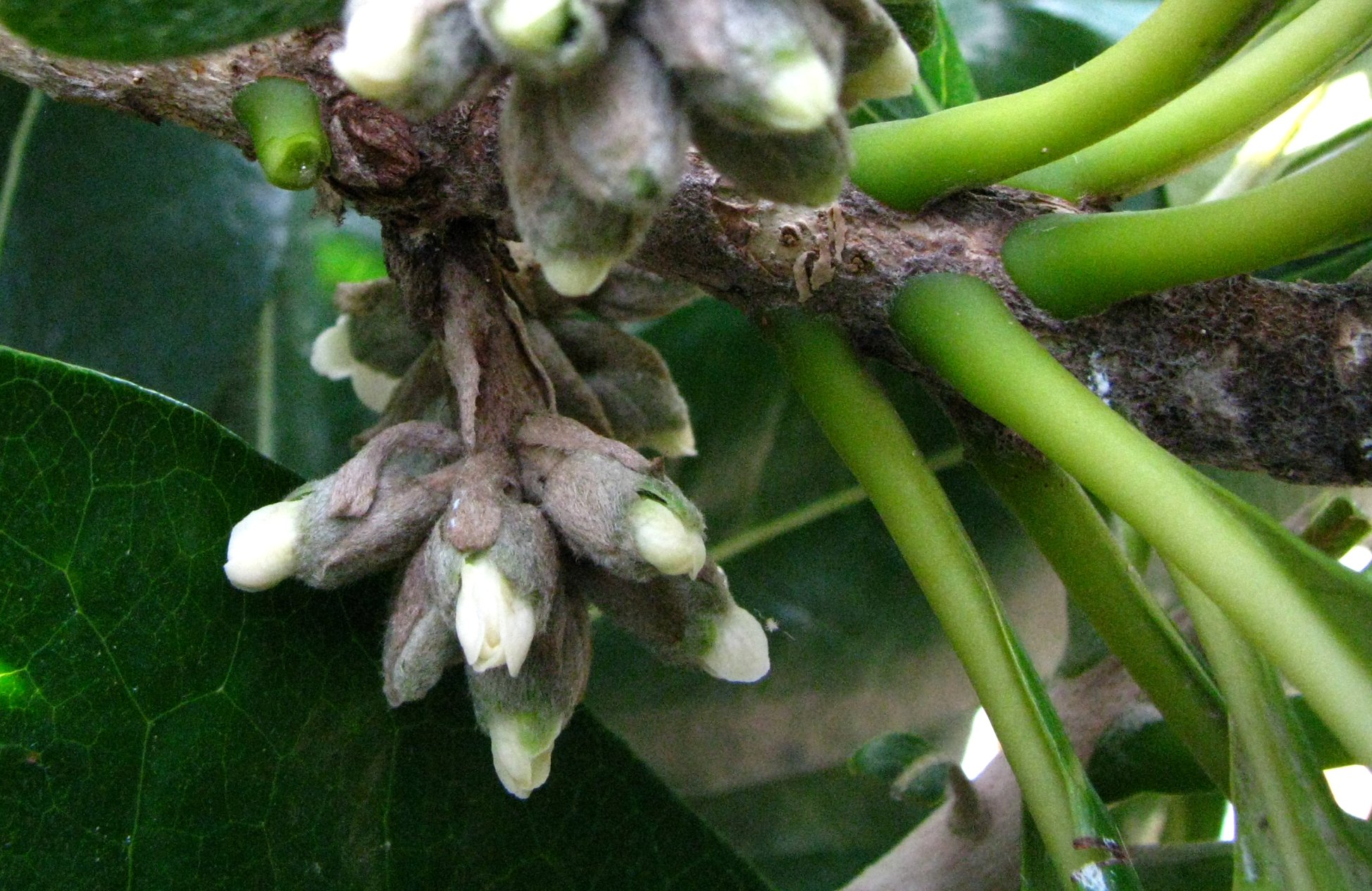
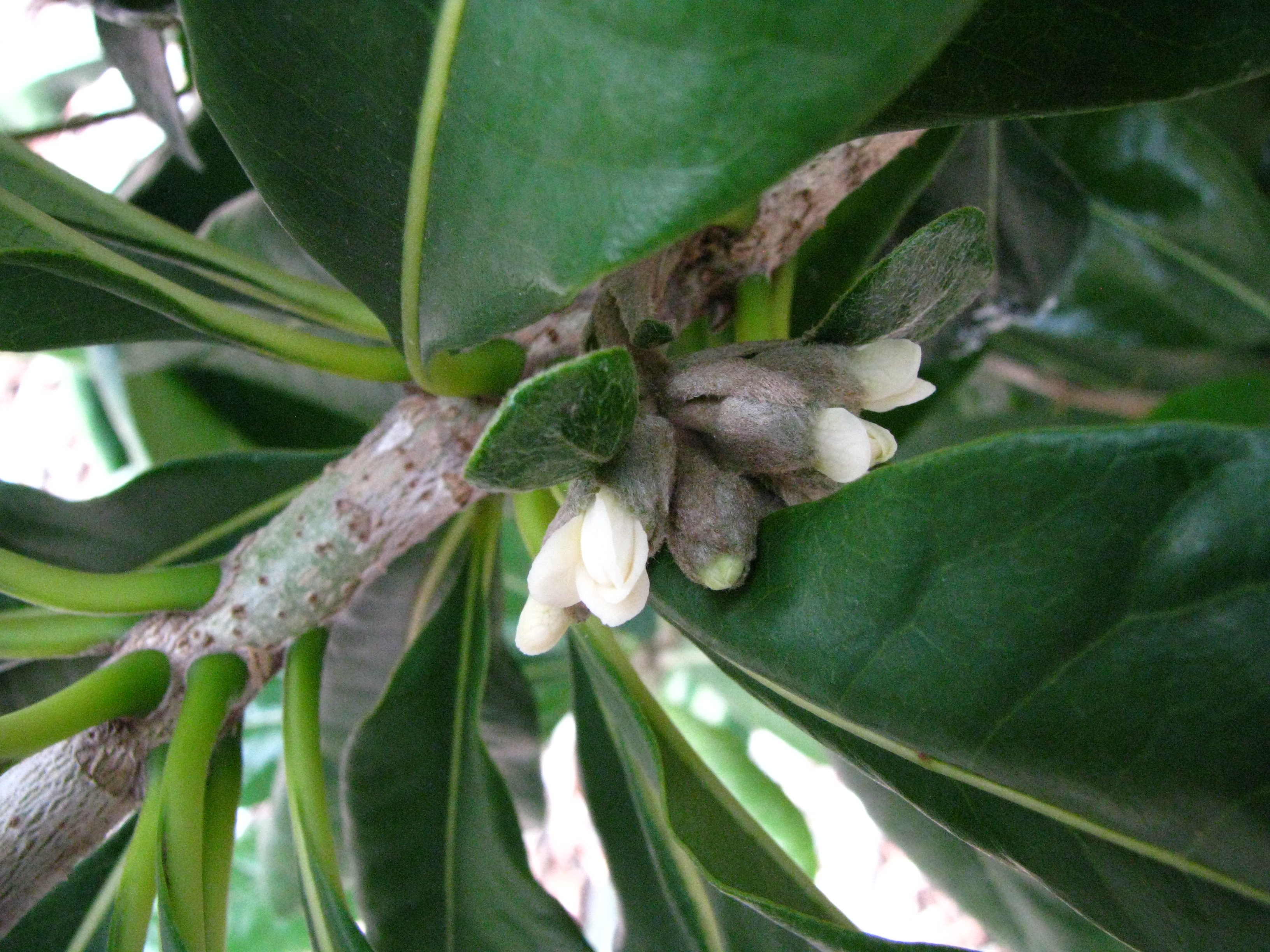